# Mouvement de grève des pêcheurs de 2008
Le mouvement de grève des pêcheurs de 2008 est un mouvement social apparu initialement en France à la suite d'une forte augmentation du prix des carburants, ayant entraîné une crise du secteur de la pêche.

## Une crise liée à une hausse des coûts du carburant
En 2008, le prix du baril de pétrole double par rapport à l'année précédente, dépassant le seuil des 135 dollars. Cette augmentation considérable touche aussi les produits pétroliers plus raffinés comme le diesel et l’essence.
Bien que les navires de pêche bénéficient d’une réduction d’environ 50 % sur le prix du combustible, les pêcheurs n'ont pu anticiper l’évolution de ce dernier. À la fin de l’année 2007 ils payaient 0,40 Euro le litre, alors que quelques mois plus tard ils doivent le payer à 0,70 Euro. Cette situation a donné lieu à plusieurs grèves et manifestations. Ils revendiquent une baisse du prix du gazole (jusqu’à 0,40 euro) et refusent les différents systèmes d’aide proposés par le gouvernement. Une somme de 110 millions d'euros, dont 40 millions sont destinés à compenser l’augmentation du prix de combustible, a été prévue par le gouvernement français pour venir en aide aux pêcheurs français.
Ce qui fait obstacle au gouvernement français ainsi qu’à tous les gouvernements des états membres est aussi le plafond de minimis des aides qui peuvent être accordées par un état membre sans autorisation de la Commission européenne.
En dehors des problèmes qui existaient déjà dans le secteur de la pêche, l’augmentation du prix de pétrole constituait à cette époque une vraie menace pour ce secteur, malgré les fonds qui lui ont été accordés par la Commission européenne.
Ce mouvement se traduit par un blocage de plusieurs ports ainsi que de dépôts pétroliers au mois de mai. La grève s'étend ensuite à d'autres pays de l'Union européenne : Portugal, Espagne et Italie, notamment. Au cours du mois de juin, le mouvement cesse sans que les pêcheurs aient obtenu satisfaction sur leurs revendications.
Quinze ans plus tard, ce mouvement sert de référence à l'évaluation de nouvelles grèves dans le même secteur.